# شجرة مثمرة
الأشجار المثمرة هي أشجار تحمل ثماراً تستعمل غذاءً للإنسان. من الناحية النباتية، تعد كل الأشجار التي تحمل أزهاراً مثمرة، لأنها تنتج ثماراً، ولكن تم التعارف على مصطلح الأشجار المثمرة كأشجار تنتج ثماراً للاستخدام الآدمي فقط. تعد دراسة الأشجار المثمرة فرعاً من علم البستنة. من أمثلتها:
- اللوزيات
- التفاحيات
- الحمضيات
- النخيل
- الرمان
- الصنوبر الثمري
- الزيتون
- الفستق الحلبي

## معرض الصور

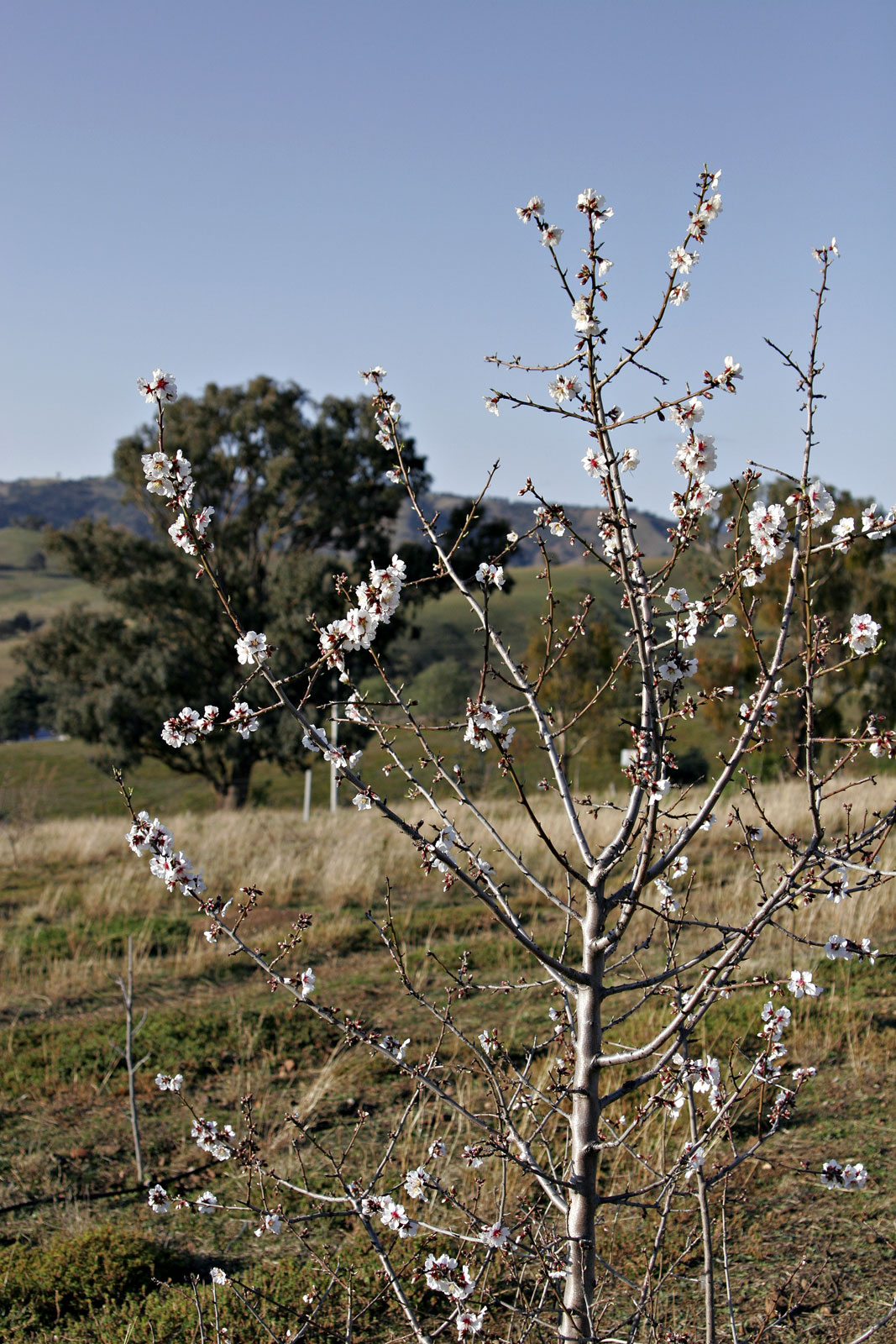
أزهار أشجار المشمش
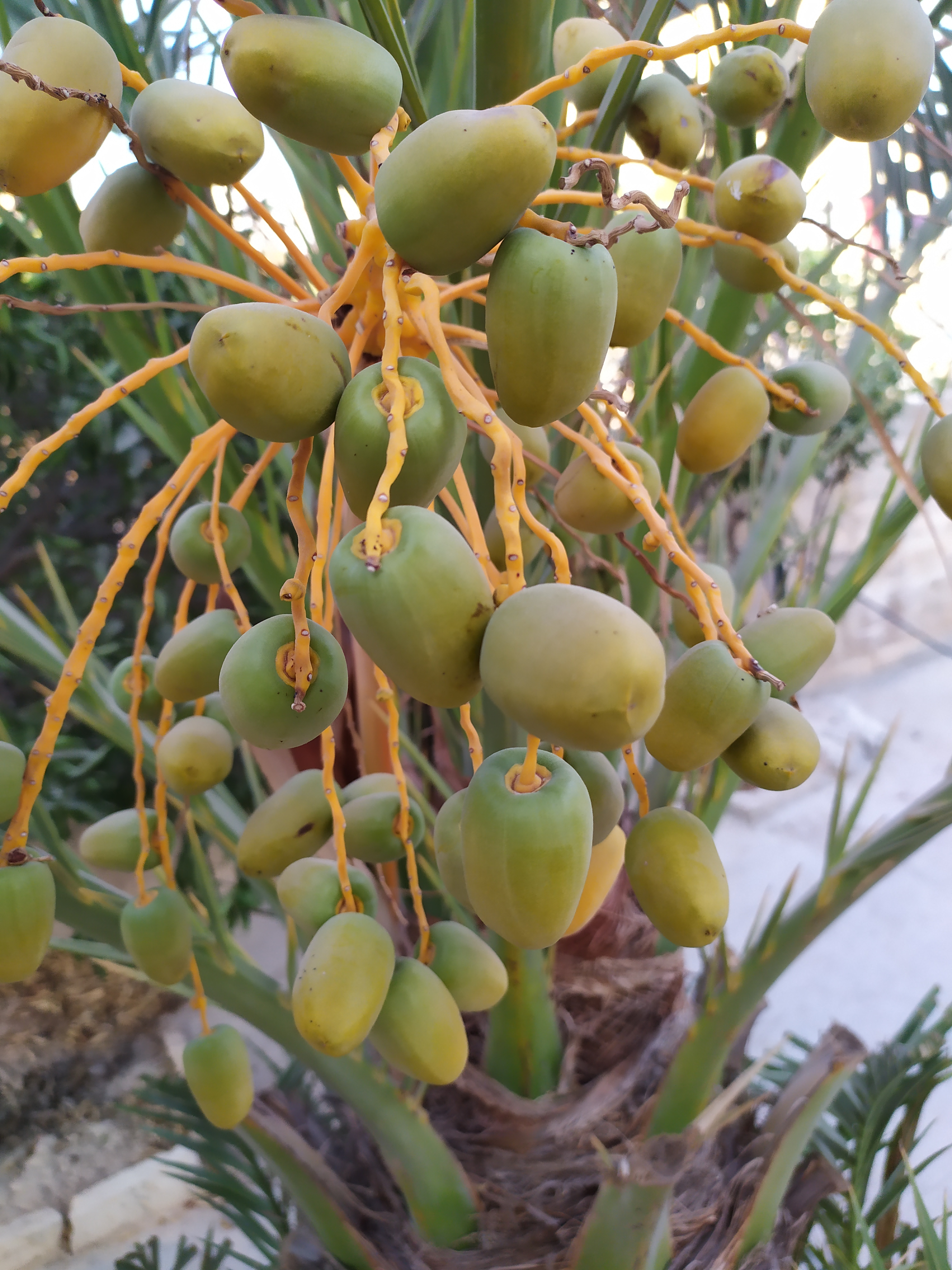
ثمار أشجار النخيل
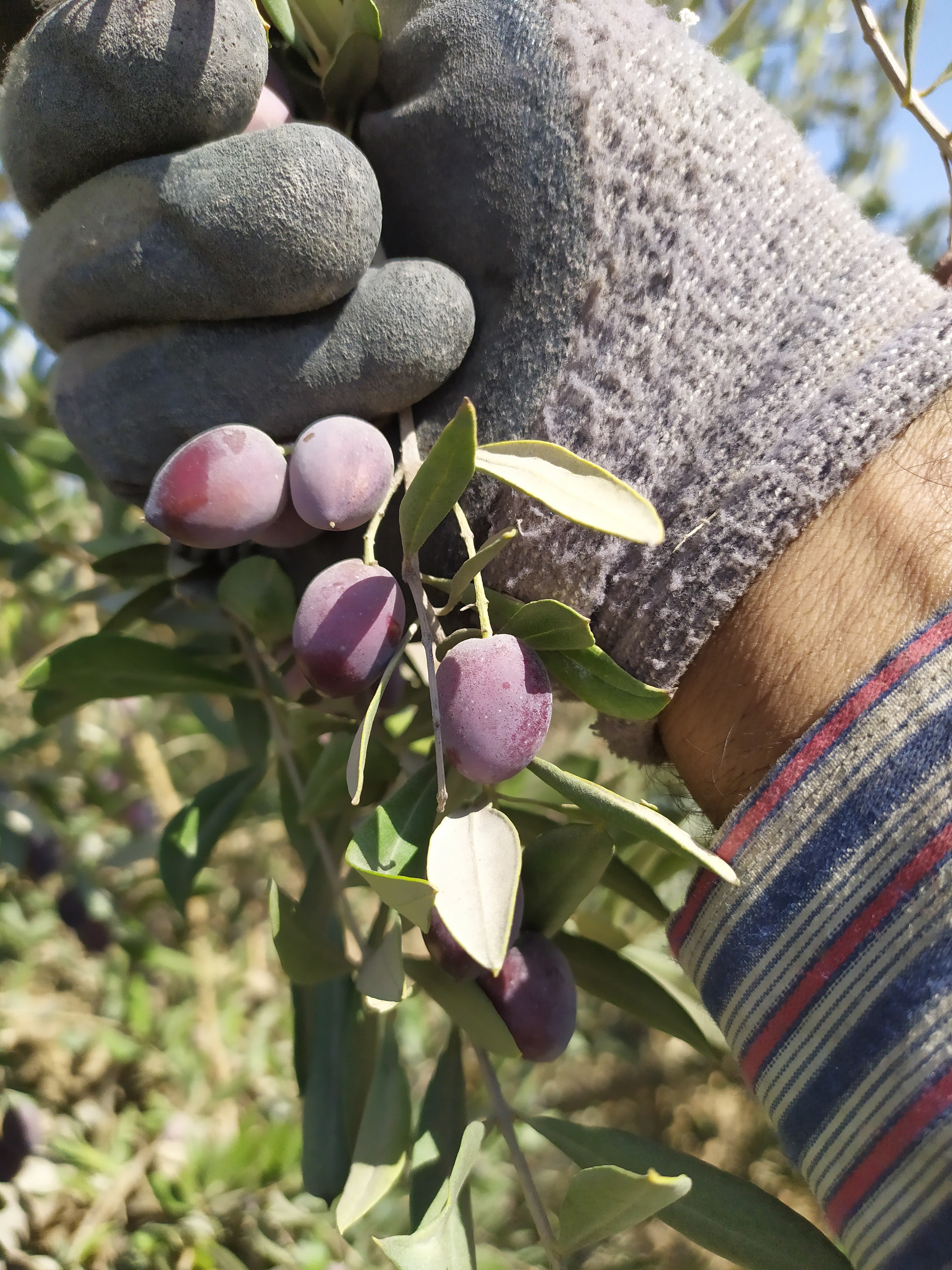
قطف ثمار أشجار الزيتون
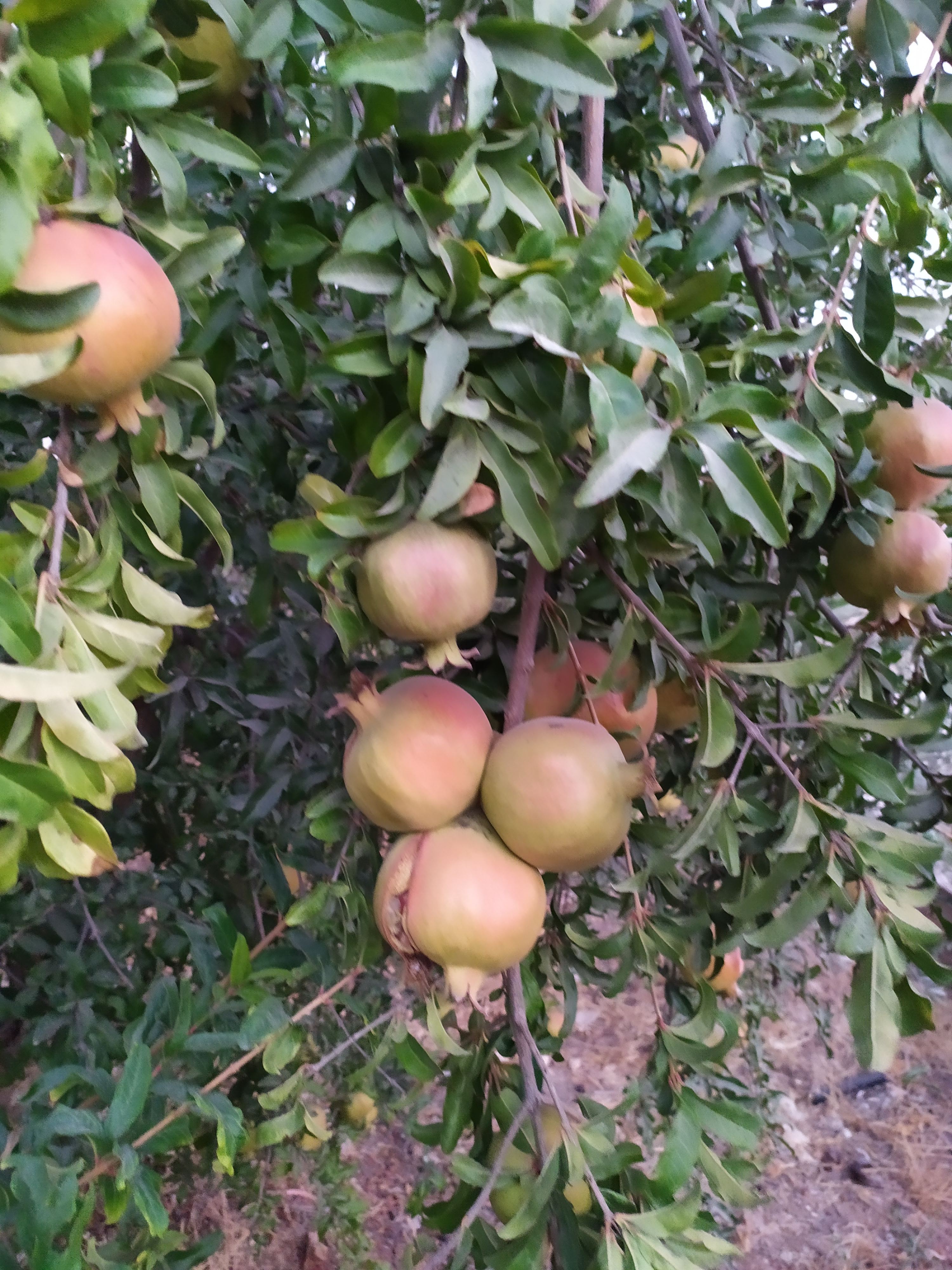
قطف ثمار أشجار الرمان